# Pandanus globatus
Pandanus globatus är en enhjärtbladig växtart som beskrevs av Harold St.John. Pandanus globatus ingår i släktet Pandanus och familjen Pandanaceae.
Artens utbredningsområde är Nya Kaledonien. Inga underarter finns listade.